# Словник термінів теорії груп
Для загального ознайомлення з теорією груп див. Група (математика) і Теорія груп.
Курсив позначає посилання на цей словник.

## P
P-група — група, всі елементи якої мають порядок, рівний деякому степеню простого числа {\displaystyle p} (не обов'язково однаковому в усіх елементів). Також говорять про примарну групу.

## А
Абелева група — комутативна група.
Абелізація групи G — фактор-група G/[G,G]
Адитивна група кільця — група, елементами якої є всі елементи даного кільця, а операція збігається з операцією додавання в кільці.
Антигомоморфізм груп — відображення груп {\displaystyle f:(G,*)\to (H,\times )} таке, що
{\displaystyle f(a*b)=f(b)\times f(a)}
для довільних a і b в G (порівняйте з гомоморфізмом).
Абсолютно регулярна p-група — скінченна p-група, в якій {\displaystyle |G\,:\,pG|<p^{p}}, де {\displaystyle pG} — підгрупа {\displaystyle G}, утворена p-ми степенями її елементів.

## В
Вільна група, породжена множиною {\displaystyle A} — група, породжена елементами цієї множини, що не має жодних співвідношень, крім співвідношень, що визначають групу. Всі вільні групи, породжені равнопотужними множинами, ізоморфні.

## Г
Головний ряд підгруп - ряд підгруп, в якому {\displaystyle G_{i}} — максимальна нормальна в {\displaystyle G} підгрупа з {\displaystyle G_{i+1}}, для всіх членів ряду.
Гомоморфізм груп — відображення груп {\displaystyle f:(G,*)\to (H,\times )} таке, що
{\displaystyle F(a*b)=f(a)\times f(b)}
для довільних a і b в G.
Група Шмідта — це ненільпотентна група, всі власні підгрупи якої нільпотентні.
Група Міллера — Морено — це неабелева група, всі власні підгрупи якої абелеві.
Групова алгебра групи G над полем K — це векторний простір над K, твірними якого є елементи G, а множення відповідає множенню елементів G.

## Д
Дія групи
Довжина ряду підгруп — число {\displaystyle n} у визначенні ряду підгруп.

## Е
Експонента {\displaystyle \exp(G)} скінченної групи {\displaystyle G} — числова характеристика групи, рівна найменшому спільному кратному порядків всіх елементів групи {\displaystyle G}.
Елементарна група - група, яка є скінченною або абелевою, або одержується зі скінченних та абелевих груп послідовністю операцій взяття підгруп, епіморфних образів, прямих меж і розширень.

## І
Ізоморфізм груп — бієктивний гомоморфізм.
Ізоморфні групи — групи, між якими існує хоча б один ізоморфізм.
Індекс підгрупи H у групі G — число суміжних класів в кожному (правому або лівому) з розкладів групи G за цією підгрупою H.
Індекси ряду підгруп — індекси {\displaystyle |G_{i+1}:G_{i}|} у визначенні субнормального ряду підгруп.

## К
Клас суміжності/суміжний клас (лівий або правий) підгрупи H в G. Лівий клас суміжності елемента {\displaystyle g\in G} по підгрупі H в G це множина
{\displaystyle gH=\{gh|h\in H\}.}
Аналогічно визначається правий клас суміжності:
{\displaystyle Hg=\{hg|h\in H\}.}
Клас спряженості елемента {\displaystyle g\in G} це множина
{\displaystyle \{hgh^{-1}|h\in G\}.}
Комутантом групи є підгрупа, породжена всіма комутаторами групи, зазвичай позначається [G, G] або {\displaystyle G\;'}.
Комутативна група Група G є комутативною, або абелевою, якщо її операція * комутативна, тобто g*h=h*g {\displaystyle \forall g,h\in G}.
Комутатор елементів g і h є елемент [g, h] = ghg-1h-1. Елементи g і h називають комутуючими, якщо їх комутатор дорівнює одиничному елементу групи (таке відбувається коли {\displaystyle gh=hg}).
Комутатор підгруп — множина всіляких добутків {\displaystyle \left\lbrace [g,h]|g\in G,h\in H\right\rbrace }.
Композиційний ряд групиG-ряд підгруп, в якому всі фактори {\displaystyle G_{i+1}/G_{i}} —прості групи.

Кручення, TorG, комутативної або нільпотентної групи G — підгрупа всіх елементів скінченного порядку.

## Л
Локальна властивість групи {\displaystyle G}. Кажуть, що група {\displaystyle G} має локальним властивістю {\displaystyle P}, якщо будь-яка звичайно породжена підгрупа з {\displaystyle G} володіє цією властивістю. Прикладами можуть служити локальна кінцівку, локальна нільпотентності.
Локальна теорема. Кажуть, що для деякої властивості {\displaystyle P} груп справедлива локальна теорема, якщо будь-яка група,локально володіє цією властивістю, сама має їм.
Наприклад: локально абелева група є абелевої, але локально кінцева група може бути нескінченною.
Локально скінченна група — група, яка певним чином (як індуктивна границя) будується зі скінченних груп.

## М
Метабелева група — група, другий комутант якої тривіальний (розв'язна степеня 2).
Метациклчіна група — група, що має циклічну нормальну підгрупу, факторгрупа по якій також циклічна. Будь-яка скінченна група, порядок якої вільний від квадратів (тобто не ділиться на квадрат будь-якого числа), є метациклічною.
Мінімальна нормальна підгрупа
Мультиплікативна група тіла — група, елементами якої є всі ненульові елементи даного тіла, а операція збігається з операцією множення в тілі.

## Н
Напівпрямий добуток груп G і H над гомоморфізмом {\displaystyle \phi :G\rightarrow {\mbox{Aut}}(H)} (позначається по різному, в тому числі G⋊  φ H) — множина G × H, наділена операцією *, для якої {\displaystyle (g_{1},h_{1})*(g_{2},h_{2})=(g_{1}\phi (h_{1})(g_{2}),h_{1}h_{2})} для будь-яких {\displaystyle g_{1},g_{2}\in G}, {\displaystyle h_{1},h_{2}\in H}.
Нільпотентна група — група, що має центральний ряд підгруп. Мінімальна з довжин таких рядів називається її класом нільпотентності.
Норма групи — сукупність елементів групи, переставних з усіма підгрупами, тобто перетин нормалізаторів всіх її підгруп.
Нормалізатор підгрупи H в G — максимальна підгрупа G, в якій H нормальна. Інакше кажучи, нормалізатор є стабілізатором H при дії G на множині своїх підгруп спряженнями, тобто
{\displaystyle N(H)=\{g\in G|gHg^{-1}=H\}.}
Нормальна підгрупа (інваріантна підгрупа, нормальний дільник). H є нормальною підгрупою G, якщо для будь-якого елементу g в G gH=Hg, тобто праві і ліві класи суміжності H в G збігаються. Інакше кажучи, якщо {\displaystyle \forall g\in G\quad \forall h\in H\quad ghg^{-1}\in H}.
Нормальний ряд підгруп — ряд підгруп, в якому {\displaystyle G_{i}} нормальна в {\displaystyle G}, для всіх членів ряду.

## П
Переставні елементи — пара елементів {\displaystyle a,b\in G} такі що {\displaystyle ab=ba}.
Період групи — найменше спільне кратне порядків елементів даної групи.
Періодична група — група, кожен елемент якої має скінченний порядок.
Підгрупа — підмножина H групи G, яка є групою щодо операції, визначеної в G.
Підгрупа кручення див. кручення.
Для довільної підмножини S в G, <S> позначає найменшу підгрупу G, яка містить S.
Підгрупа Томпсона {\displaystyle J(G)} групи {\displaystyle G} — підгрупа, породжена всіма абелевих підгрупами максимального порядку з {\displaystyle G}.
Підгрупа Фіттінга {\displaystyle F(G)} групи {\displaystyle G} — підгрупа, породжена всіма нільпотентними нормальними підгрупами з {\displaystyle G}.
Підгрупа Фраттіні {\displaystyle \phi (G)} групи {\displaystyle G} — є перетин всіх максимальних підгруп групи {\displaystyle G}, якщо такі є, та сама група {\displaystyle G} у противному випадку.
Полінільпотентна група
Порядок групи (G,*) — потужність G (для скінченних груп просто кількість елементів).
Порядок елемента g групи G — мінімальне натуральне число m таке, що gm = e. У разі, якщо такого m не існує, вважається, що g має нескінченний порядок.
Природний гомоморфізм на фактор-групу за нормальною підгрупою {\displaystyle H} — це гомоморфізм, що ставить у відповідність кожному елементу {\displaystyle a} групи суміжний клас {\displaystyle aH}. Ядром цього гомоморфізму є підгрупа {\displaystyle H}.
Примарна група — група, всі елементи в якій мають порядок, рівний деякому степеню простого числа {\displaystyle p} (не обов'язково однакового для всіх елементів). Також говорять про p-групи.
- Примарна абелева група

Проста група — група, в якій немає нормальних підгруп, крім тривіальної {e} і всієї групи.
Прямий добуток двох груп (G,·) і (H, •) — множина G×H пар, з операцією покомпонентного множення: (g1,h1)(g2,h2) = (g1 · g2, h 1 •h2).

## Р
Розширення групи — група, для якої дана група є нормальною підгрупою.
Розв'язна група — група, що володіє нормальним рядом підгруп з абелевими факторами. Найменша з довжин таких рядів називається її степенем розв'язності.
Розв'язний радикал {\displaystyle S(G)} групи {\displaystyle G} — підгрупа, породжена всіма розв'язними нормальними підгрупами з {\displaystyle G}.
Ряд підгруп — скінченна послідовність підгруп {\displaystyle G_{0},G_{1},...,G_{n}} називається рядом підгруп, якщо {\displaystyle G_{i}\leq G_{i+1}}, для всіх {\displaystyle i\in \left\{0,...,n-1\right\},~G_{0}=1,~G_{n}=G}. Такий ряд записують у вигляді
{\displaystyle 1=G_{0}\leq G_{1}\leq \dots \leq G_{n}=G}
або у вигляді
{\displaystyle G=G_{n}\geq G_{n-1}\geq \dots \geq G_{0}=1}
Регулярна p-група — скінченна p-група, для будь-якої пари елементів {\displaystyle x} і {\displaystyle y} якої знайдеться елемент {\displaystyle u} коммутанта підгрупи, породженої цими елементами, такий, що {\displaystyle (xy)^{p}=x^{p}y^{p}u^{p}}.

## С
Надрозв'язна група — група, що має нормальний ряд підгруп з циклічними'факторами.
Скінченна група - група зі скінченним числом елементів.
Скінченна p-група —p-група скінченного порядку {\displaystyle p^{n}}.
Скінченно задана група  (або скінченно певна група) — група, що має скінченну кількість породжуючихі задається за допомогою скінченної кількості співвідношень.
 Скінченнопороджена абелева група  — абелева група, що має скінченну систему  утворюють .
Скінченнопороджена група - група, що має скінченну систему породжувальних.
Підгрупа Силова — {\displaystyle p}-підгрупа в {\displaystyle G}, що має порядок {\displaystyle p^{n}}, де {\displaystyle |G|=p^{n}s}, НОД {\displaystyle (p,s)=1}.
Співвідношення — тотожність, якій задовольняють породжуючі групи (при завданні групи утворюють і співвідношеннями).
Стабілізатор елемента {\displaystyle p} множини {\displaystyle M}, на якій діє група {\displaystyle G} - підгрупа {\displaystyle St_{G}(p)\subset G}, всі елементи якої залишають {\displaystyle p} на місці: {\displaystyle g\cdot p=p}.
Субнормальний ряд підгруп — ряд підгруп, в якому підгрупа {\displaystyle G_{i}} нормальна у підгрупі {\displaystyle G_{i+1}}, для всіх членів ряду.

## Ф
Факторгрупою групиG по нормальній підгрупі H є множина класів суміжності підгрупи H з множенням, визначеним наступним чином:
{\displaystyle (aH)*(bH)=(ab)H.}
Фактори субнормального ряду - фактор-групи {\displaystyle G_{i+1}/G_{i}} у визначеннісубнормального ряду підгруп.

## Х
Характеристична підгрупа — підгрупа, інваріантна щодо всіх автоморфізмів групи.
Підгрупа Халловея — підгрупа, порядок якої взаємно простий з її індексом у всій групі.

## Ц
Центр групи G, зазвичай позначається Z(G), визначається як
{\displaystyle Z(G)=\{g\in G|gh=hg\ \forall h\in G\}},
інакше кажучи, це максимальна підгрупа елементів, комутуючих з кожним елементом G.
Централізатор елемента — максимальна підгрупа, кожен елемент якої комутує з цим елементом.
Центральний ряд підгруп — нормальний ряд підгруп, в якому {\displaystyle G_{i+1}/G_{i}\subseteq Z(G/G_{i})}, для всіх членів ряду.
Циклічна група — група, що складається з породжуючого елемента і всіх його цілих степенів. Скінченна у разі, якщо порядок породжуючого елемента скінченний.

## Я
Ядро гомоморфізму — прообраз нейтрального елемента при гомоморфізмі. Ядро завжди є нормальною підгрупою, більше того, будь-яка нормальна підгрупа є ядром деякого гомоморфізму.